# Marc Rosenberg (Kunsthistoriker)
Marc Rosenberg (* 22. August 1852 in Kamjanez-Podilskyj, Russisches Kaiserreich; † 4. September 1930 in Baden-Baden) war ein deutscher Kunsthistoriker und Sammler.

## Leben und Werk
Marc Rosenberg verbrachte seine Jugend in St. Petersburg und Paris und erhielt zunächst eine Ausbildung als Kaufmann und Bankier. Er studierte dann in Bonn und Heidelberg. Er promovierte 1877 mit der Dissertation: Der Hochaltar im Münster zu Altbreisach. 1883 folgte die Habilitation an der Technischen Hochschule Karlsruhe und die Ernennung zum Privatdozent für die Geschichte des Kunsthandwerks, 1887 wurde er dort a. o. Professor und 1893 Honorarprofessor für dekorative Malerei, Kunstgewerbe und Kleinkunst. 1903 wurde er Badischer Hofrat und 1908 Geheimer Hofrat.
Bekannt sind seine Werke zu Beschauzeichen, sie werden bis heute verwendet, vor allem Der Goldschmiede Merkzeichen.
Sein „Steckenpferd“ war das Sammeln von Handschriften, Urkunden, Literatur, Lithographien und Bildern mit Trachtenabbildungen, Uniformen, Inschriften sowie von historischen Stein-, Architektur- und Naturdenkmälern mit Bezug zu Baden. Wichtige Teile seiner Sammlung waren in seinem Landsitz, dem "Schlössle" auf dem Schmiedsberg in Schapbach, untergebracht. Etwa die Hälfte seiner Handschriften- und Büchersammlung wurde bei einem Brand 1915 vernichtet, die Restbestände kamen 1923 in das Generallandesarchiv Karlsruhe; weitere Schriften aus seinem Nachlass befinden sich im Archiv der Dumbarton Oaks Research Library and Collection. Teile seiner Privatbibliothek befinden sich heute in der Bibliothek des Kunsthistorischen Instituts und der Bibliothek der Abteilung für Asiatische und Islamische Kunstgeschichte (AIK - Bibliothek) an der Universität Bonn. Rosenbergs Schmuck- und Knopfsammlung wurde 1929 in einer Auktion versteigert.

## Veröffentlichungen (Auswahl)
- Der Hochaltar im Münster zu Alt-Breisach, Heidelberg 1877.
- Der Goldschmiede Merkzeichen. 2000 Stempel auf älteren Goldschmiedearbeiten. Frankfurt a. M. 1890.
- Die Kunstkammer im Großherzoglichen Residenzschloss zu Karlsruhe, 1892
- Eine Fibelfrage. Keller, Frankfurt a. M. 1915.
- Sacra regni Hungariae Corona, 1916.
- Geschichte der Goldschmiedekunst auf technischer Grundlage, 2 Bände, Frankfurt a. M. 1907–1925; Neudruck (in einem Band) Osnabrück 1972.
- Schwedische Merkzeichen, 1910.
- Von Paris von Troja bis zum König von Mercia. Die Geschichte einer Schönheitskonkurrenz, 1910.
- Jamnitzer. Alle erhaltenen Goldschmiedearbeiten, verlorenen Werke, Handzeichnungen. Baer, Frankfurt a. M. 1920.
- Der Goldschmiede Merkzeichen
  - Keller, Frankfurt a. M. 1890 (Digitalisat).
  - 2. Auflage 1911
  - 3. erweiterte und illustrierte Auflage. 4 Bände. Frankfurter Verlags-Anstalt, Frankfurt a. M. 1922–1928 (Digitalisat).
    - Band 1: Deutschland A–C, 1922
    - Band 2: Deutschland D–M, 1923
    - Band 3: Deutschland N–Z, 1925
    - Band 4: Ausland und Byzanz, 1928